# Eberardo III di Württemberg (conte)
Eberardo III di Württemberg, detto il Clemente (Stoccarda, 1362 – Göppingen, 16 maggio 1417), fu Conte del Württemberg.

## Biografia

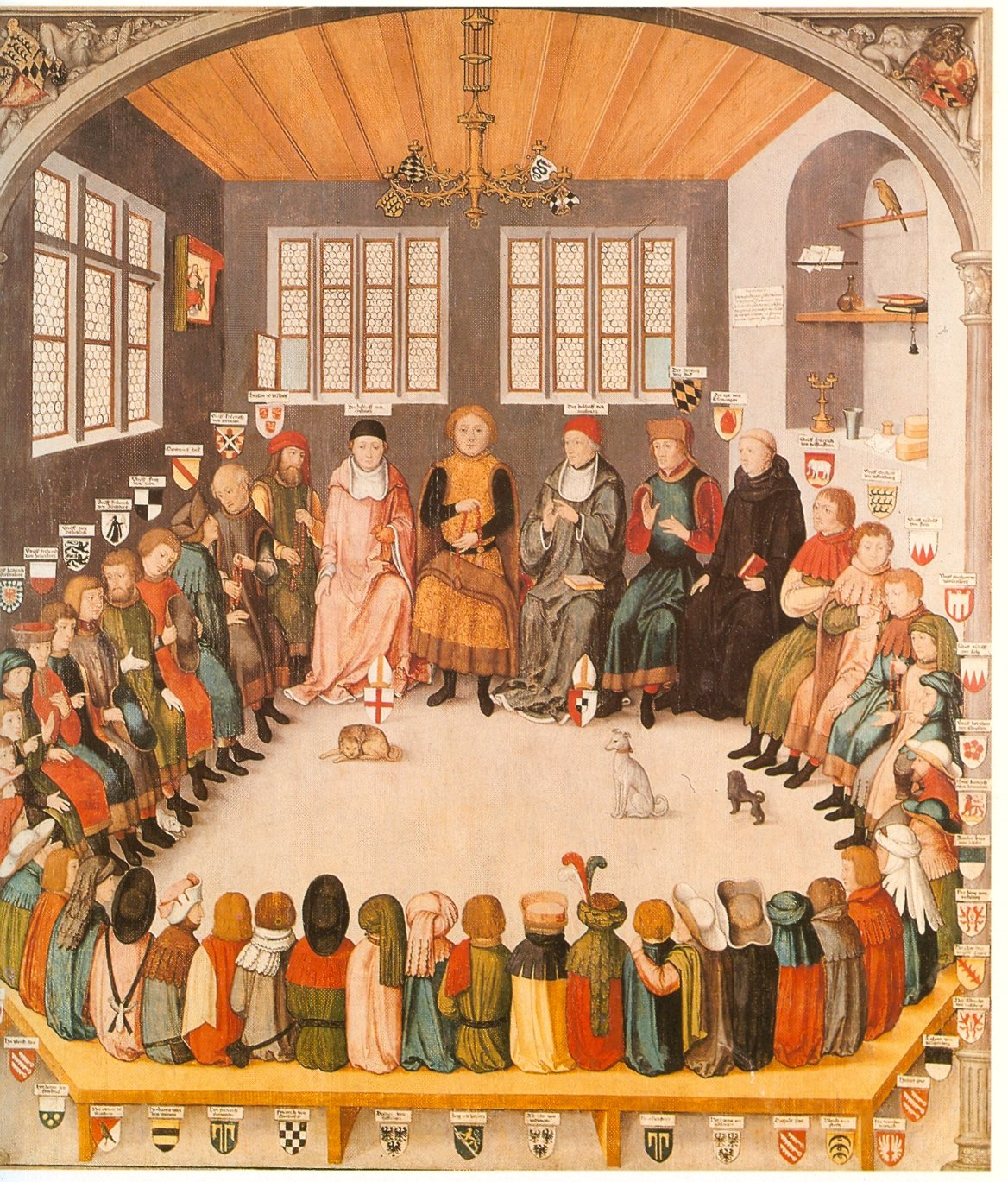
Eberardo III e i suoi consiglieri.

Egli era figlio di Ulrico del Württemberg (figlio del conte Eberardo II) e di Elisabetta di Baviera, figlia di Ludovico il Bavaro. Il suo governo venne rinomato per aver prodotto uno dei più lunghi periodi di pace preservata nella storia del Württemberg, obiettivo raggiunto con una politica di alleanza con i principati vicini e le città imperiali.
Un esempio fu l'alleanza con 14 città sveve, conclusa il 27 agosto 1395 e con l'Alleanza di Marbach nel 1405. Un importante successo militare fu contraddistinto dalla vittoria della Schlegel-Gesellschaft nel 1395, presso Heimsheim. La più importante acquisizione territoriale di Eberardo fu la contea di Mömpelgard che ottenne dal matrimonio del figlio, il successivo Conte Eberardo IV, con Enrichetta di Mömpelgard, unica figlia ed erede del Conte Enrico di Mömpelgard. Eberardo III governò la contea di Mömpelgard sino al 1409, quando ne cedette l'amministrazione al figlio Eberardo IV.

## Matrimonio ed eredi
Egli si sposò due volte. In prime nozze, a Urach, il 27 ottobre 1380, sposò Antonia Visconti, figlia di Bernabò Visconti, da cui ebbe 3 figli tra cui l'erede.
Dal secondo matrimonio con Elisabetta di Norimberga, figlia di Giovanni III di Norimberga, celebrato il 27 marzo 1406, nacque una figlia.

## Ascendenza
|                                      |                            |                                       | Genitori                               |  |  | Nonni |  |  | Bisnonni                  |  |  | Trisnonni                 |  |
|                                      |                            |                                       |                                        |  |  |       |  |  | Ulrico III di Württemberg |  |  | Eberardo I di Württemberg |  |
|                                      |                            |                                       |                                        |  |  |       |  |  | Ulrico III di Württemberg |  |  | Eberardo I di Württemberg |  |
|                                      |                            | Margherita di Lorena                  |                                        |  |  |       |  |  | Ulrico III di Württemberg |  |  |                           |  |
| Eberardo II di Württemberg           |                            |                                       |                                        |  |  |       |  |  | Ulrico III di Württemberg |  |  |                           |  |
|                                      |                            | Sofia di Pfirt                        | Teobaldo di Pfirt                      |  |  |       |  |  |                           |  |  |                           |  |
|                                      |                            | Sofia di Pfirt                        | Teobaldo di Pfirt                      |  |  |       |  |  |                           |  |  |                           |  |
|                                      |                            | Sofia di Pfirt                        | Caterina di Klingen                    |  |  |       |  |  |                           |  |  |                           |  |
| Ulrico del Württemberg               |                            | Sofia di Pfirt                        |                                        |  |  |       |  |  |                           |  |  |                           |  |
|                                      |                            | Enrico VIII di Henneberg-Schleusingen | Bertoldo VII di Henneberg-Schleusingen |  |  |       |  |  |                           |  |  |                           |  |
|                                      |                            | Enrico VIII di Henneberg-Schleusingen | Bertoldo VII di Henneberg-Schleusingen |  |  |       |  |  |                           |  |  |                           |  |
|                                      |                            | Enrico VIII di Henneberg-Schleusingen | Adelaide d'Assia                       |  |  |       |  |  |                           |  |  |                           |  |
| Elisabetta di Henneberg-Schleusingen |                            | Enrico VIII di Henneberg-Schleusingen |                                        |  |  |       |  |  |                           |  |  |                           |  |
|                                      |                            | Giuditta di Brandeburgo-Salzwedel     | Ermanno di Brandeburgo-Salzwedel       |  |  |       |  |  |                           |  |  |                           |  |
|                                      |                            | Giuditta di Brandeburgo-Salzwedel     | Ermanno di Brandeburgo-Salzwedel       |  |  |       |  |  |                           |  |  |                           |  |
|                                      |                            | Giuditta di Brandeburgo-Salzwedel     | Anna d'Asburgo                         |  |  |       |  |  |                           |  |  |                           |  |
| Eberardo III del Württemberg         |                            | Giuditta di Brandeburgo-Salzwedel     |                                        |  |  |       |  |  |                           |  |  |                           |  |
|                                      | Ludovico II del Palatinato | Ottone II di Baviera                  |                                        |  |  |       |  |  |                           |  |  |                           |  |
|                                      | Ludovico II del Palatinato | Ottone II di Baviera                  |                                        |  |  |       |  |  |                           |  |  |                           |  |
|                                      | Ludovico II del Palatinato | Agnese del Palatinato                 |                                        |  |  |       |  |  |                           |  |  |                           |  |
| Ludovico IV il Bavaro                | Ludovico II del Palatinato |                                       |                                        |  |  |       |  |  |                           |  |  |                           |  |
|                                      |                            | Matilde d'Asburgo                     | Rodolfo I d'Asburgo                    |  |  |       |  |  |                           |  |  |                           |  |
|                                      |                            | Matilde d'Asburgo                     | Rodolfo I d'Asburgo                    |  |  |       |  |  |                           |  |  |                           |  |
|                                      |                            | Matilde d'Asburgo                     | Gertrude di Hohenberg                  |  |  |       |  |  |                           |  |  |                           |  |
| Elisabetta di Baviera                |                            | Matilde d'Asburgo                     |                                        |  |  |       |  |  |                           |  |  |                           |  |
|                                      |                            | Guglielmo I di Hainaut                | Giovanni I di Hainaut                  |  |  |       |  |  |                           |  |  |                           |  |
|                                      |                            | Guglielmo I di Hainaut                | Giovanni I di Hainaut                  |  |  |       |  |  |                           |  |  |                           |  |
|                                      |                            | Guglielmo I di Hainaut                | Filippa di Lussemburgo                 |  |  |       |  |  |                           |  |  |                           |  |
| Margherita II di Hainaut             |                            | Guglielmo I di Hainaut                |                                        |  |  |       |  |  |                           |  |  |                           |  |
|                                      |                            | Giovanna di Valois                    | Carlo di Valois                        |  |  |       |  |  |                           |  |  |                           |  |
|                                      |                            | Giovanna di Valois                    | Carlo di Valois                        |  |  |       |  |  |                           |  |  |                           |  |
|                                      |                            | Giovanna di Valois                    | Margherita d'Angiò                     |  |  |       |  |  |                           |  |  |                           |  |
|                                      |                            | Giovanna di Valois                    |                                        |  |  |       |  |  |                           |  |  |                           |  |